# Veronica Kristiansen
Veronica Egebakken Kristiansen (født 10. juli 1990 i Egersund) er en norsk håndboldspiller, der spiller for Győri Audi ETO KC og på det norske landshold. Hun kom til klubben i 2018. Hun har tidligere optrådt for Mjøndalen IF, Reistad, Vipers Kristiansand og Glassverket IF i hjemlandet og for FCM Håndbold i Danmark.
Hun fik d. 20. marts 2013 debut på det norske A-landshold i en kamp mod Danmark. Hun fik mesterskabsdebut til VM 2013 - hun var dog rent faktisk også en del af bruttotruppen til EM 2012, men der blev hun aldrig en del af de 16, som spillede til mesterskabet. I 2014 vandt hun EM guld med Norge.
Hun er den mellemste søster blandt 3. Både hendes storesøster Charlotte Kristiansen og lillesøster Jeanett Kristiansen spiller også håndbold. Især lillesøsteren er en stor profil for sit klubhold i Danmark, Herning-Ikast Håndbold.